# 日本—马尔代夫关系
日本－马尔代夫关系是日本和马尔代夫之间的外交关系，两国于1967年建立外交关系。

## 历史

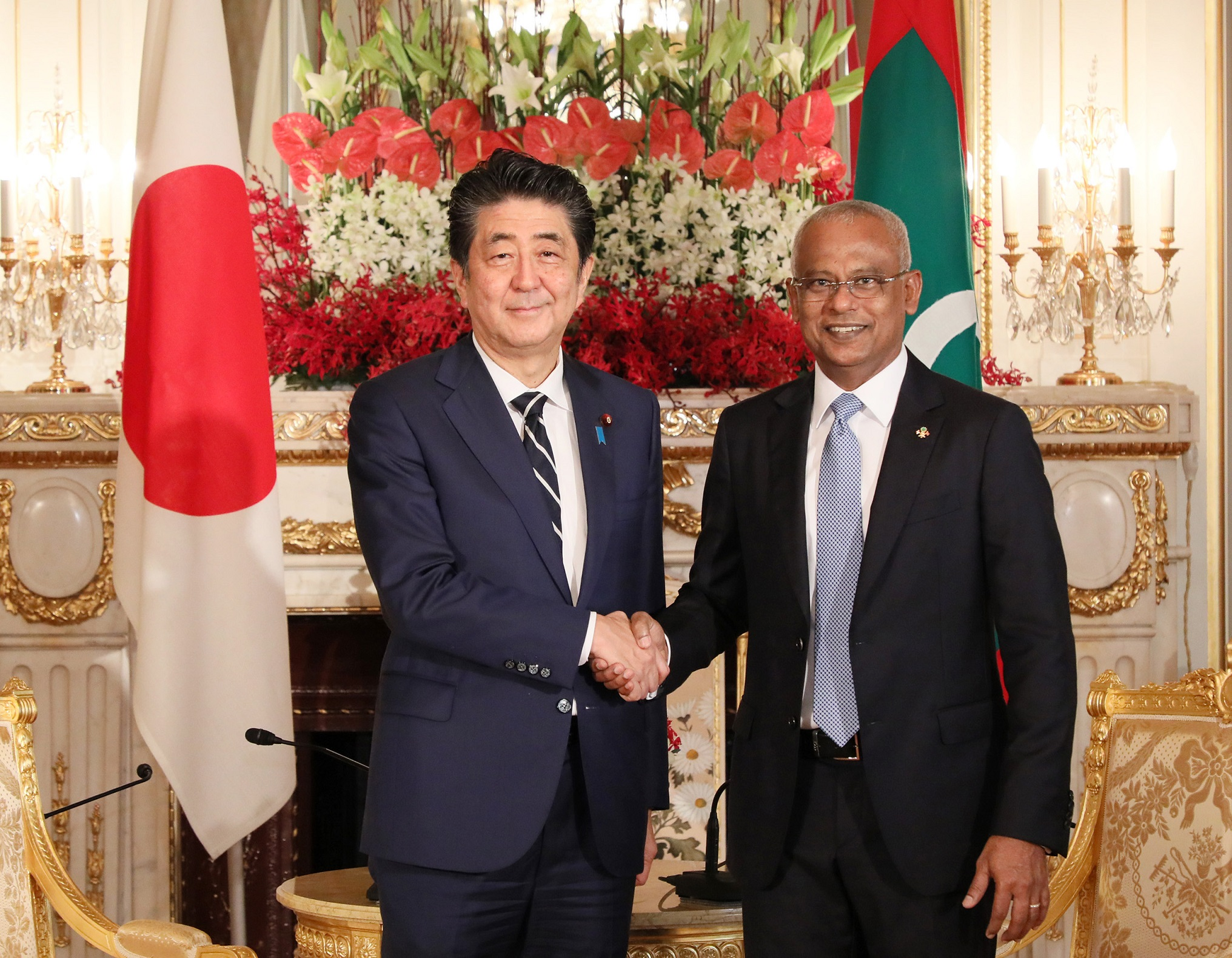
安倍晋三内阁总理大臣（左）与易卜拉欣·穆罕默德·萨利赫总统，於东京迎宾馆赤坂离宫，2019年10月21日

马尔代夫前总统穆蒙·阿卜杜勒·加尧姆在1984年至2001年期间曾四次访问日本。2014年，马尔代夫前总统阿卜杜拉·亚明在东京会见了日本首相安倍晋三。
2007年，马尔代夫在东京开设了大使馆。2016年，日本在马尔代夫马累开设了大使馆。
2019年10月，易卜拉欣·穆罕默德·萨利赫总统访问日本，出席德仁天皇登基典礼。访问期间，萨利赫总统会见了安倍晋三首相。

## 抗海啸屏障项目

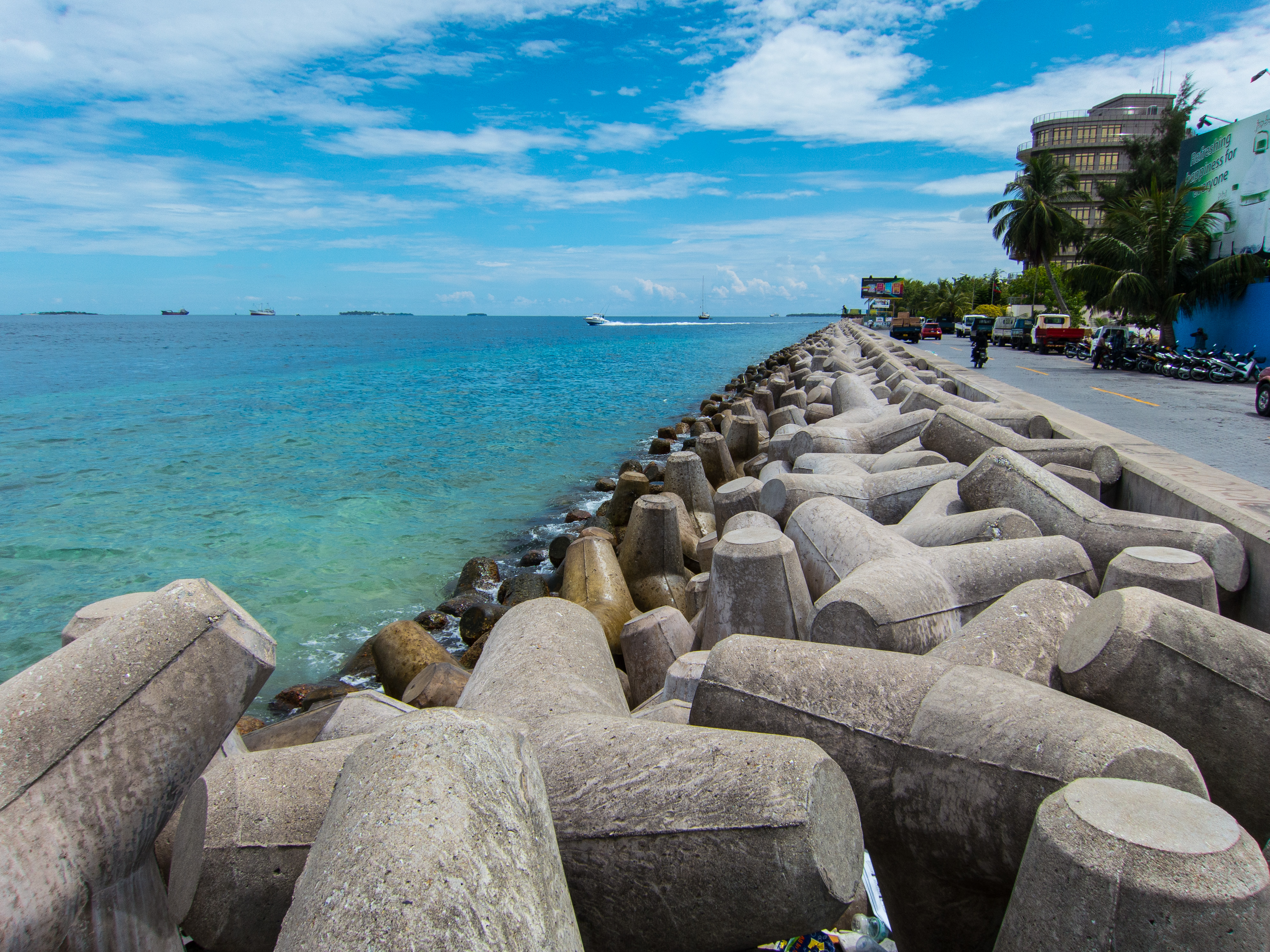
马累西海岸的防波堤。这个结构可以有效地保护低海拔地区免受风暴潮、海啸的影响。

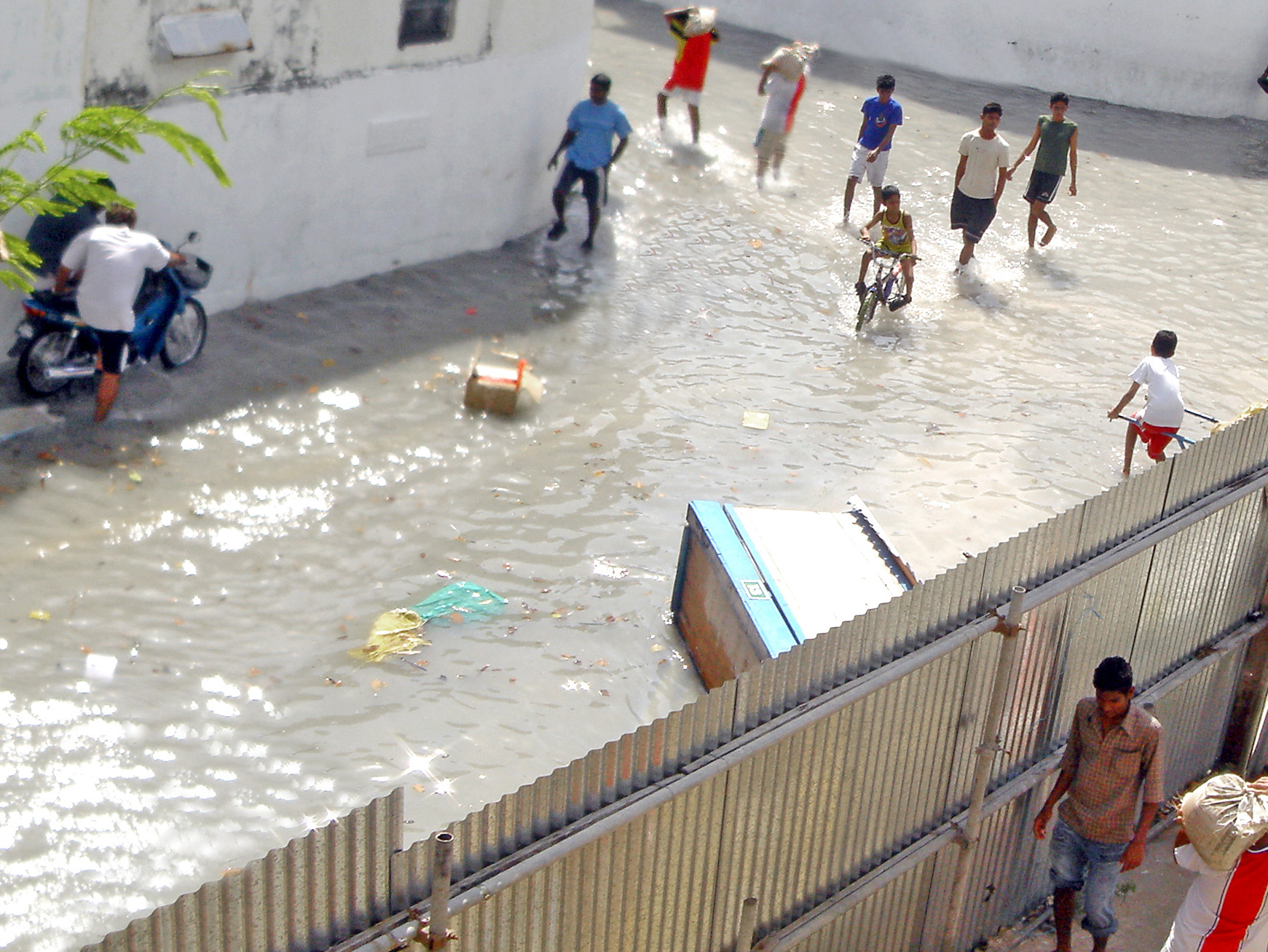
2004年印度洋地震引发海啸后的马累

1987年，一场巨大的风暴潮袭击了马尔代夫，淹没了大部分地区。海啸对这个印度洋岛国产生了巨大影响，特别是马累的基础设施瘫痪和损坏，估计造成了600万美元的损失。此后，马尔代夫的国内生产总值与前年相比下降了5.70%，即从1986年的1.58亿美元下降到1987年的1.49亿美元。马累立即请求东京提供紧急援助，并帮助防止风暴潮等灾难，日本政府接受了这一请求。一项由日本ODA支持的海岸保护项目在当年很快启动，并一直持续到2002年完成了环绕首都的6公里长的屏障。
就在这个项目完成的两年后，2004年，一场9.1级以上的海底大地震发生了，海啸袭击了太平洋西部和几乎所有印度洋沿岸地区，包括马尔代夫。这场巨大的海啸在斯里兰卡、印度、泰国、马来西亚、马达加斯加、索马里、肯尼亚、坦桑尼亚、南非和马累岛以外的马尔代夫造成23万至28万人死亡。然而，在马尔代夫，这两个岛国合作建造的防海啸屏障保护了住在马累的人，没有造成任何死亡。

## 对东日本大地震的支援
2011年3月11日东日本大地震时，马尔代夫政府决定提供该国特产金枪鱼罐头作为救援物资。政府认为罐头可以长期保存，适合作为救援物资，因此提供了8万6400个。接着马尔代夫政府通过电视和广播等进行了募捐活动，从市民那里收到了700万卢菲亚（约4,600万日元）捐款和60万个金枪鱼罐头。马尔代夫的人口约为30万人，平均每个市民捐赠2个罐头。为了不需要开罐器就能打开罐头，日本国内的加工企业会先把这些罐头用油浸泡后再换成易拉罐，然后再运到日本。